# Hieracium excellens
Hieracium excellens es una especie de planta con flor del género Hieracium, de la familia Asteraceae, orden Asterales.

## Distribución
Hieracium excellens se distribuye por Austria.

## Taxonomía
Fue descrita científicamente por J. Murr ex Zahn.
Tratamiento taxonómico
La especie aparece registrada y publicada en W.D.J.Koch, Syn. Deut. Schweiz.